# مقطورة قارب

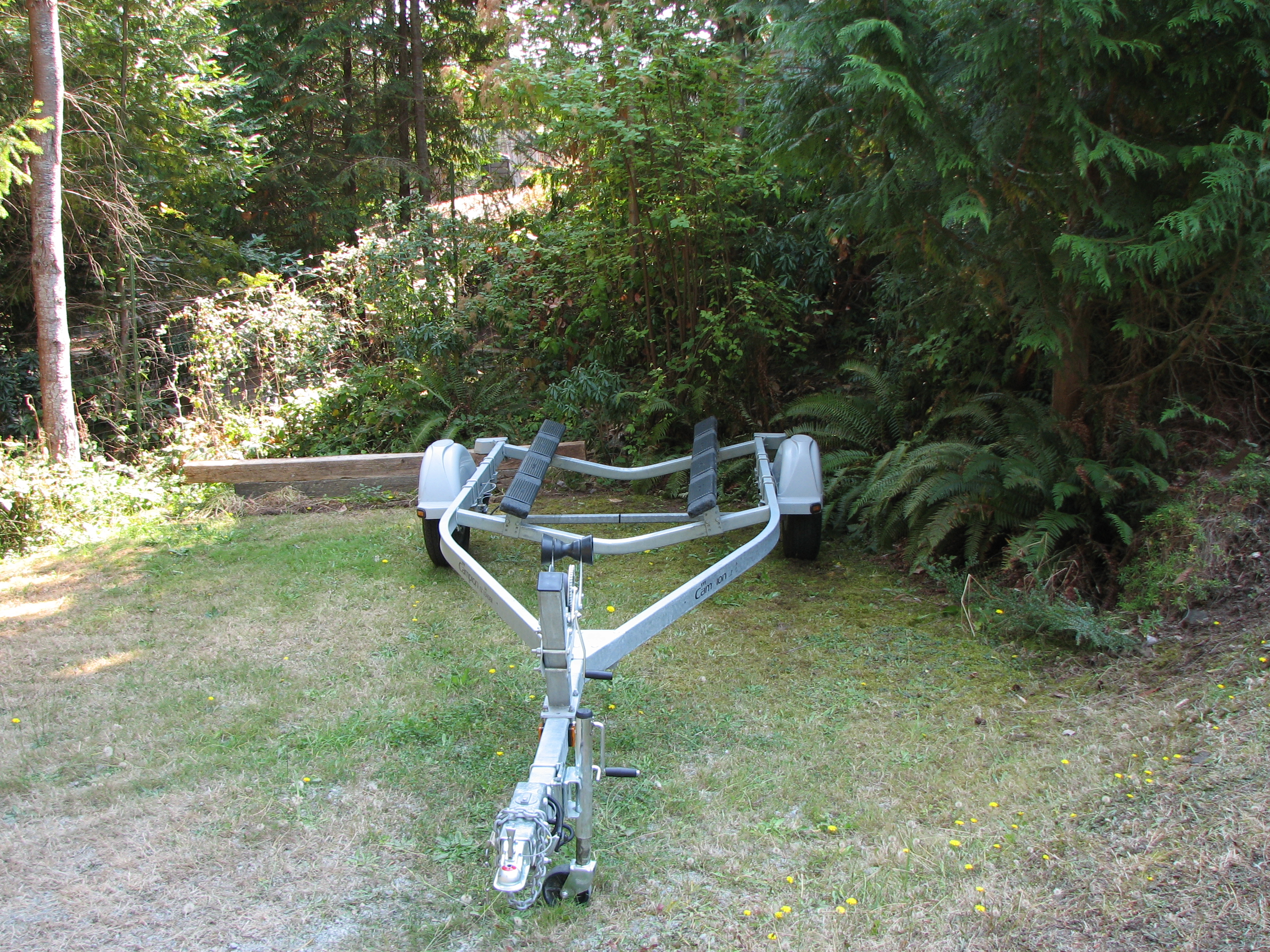
مقطورة قارب فارغة

صُممت مقطورة القارب لإطلاق القوارب واستردادها وحملها وأحيانًا تخزينها.

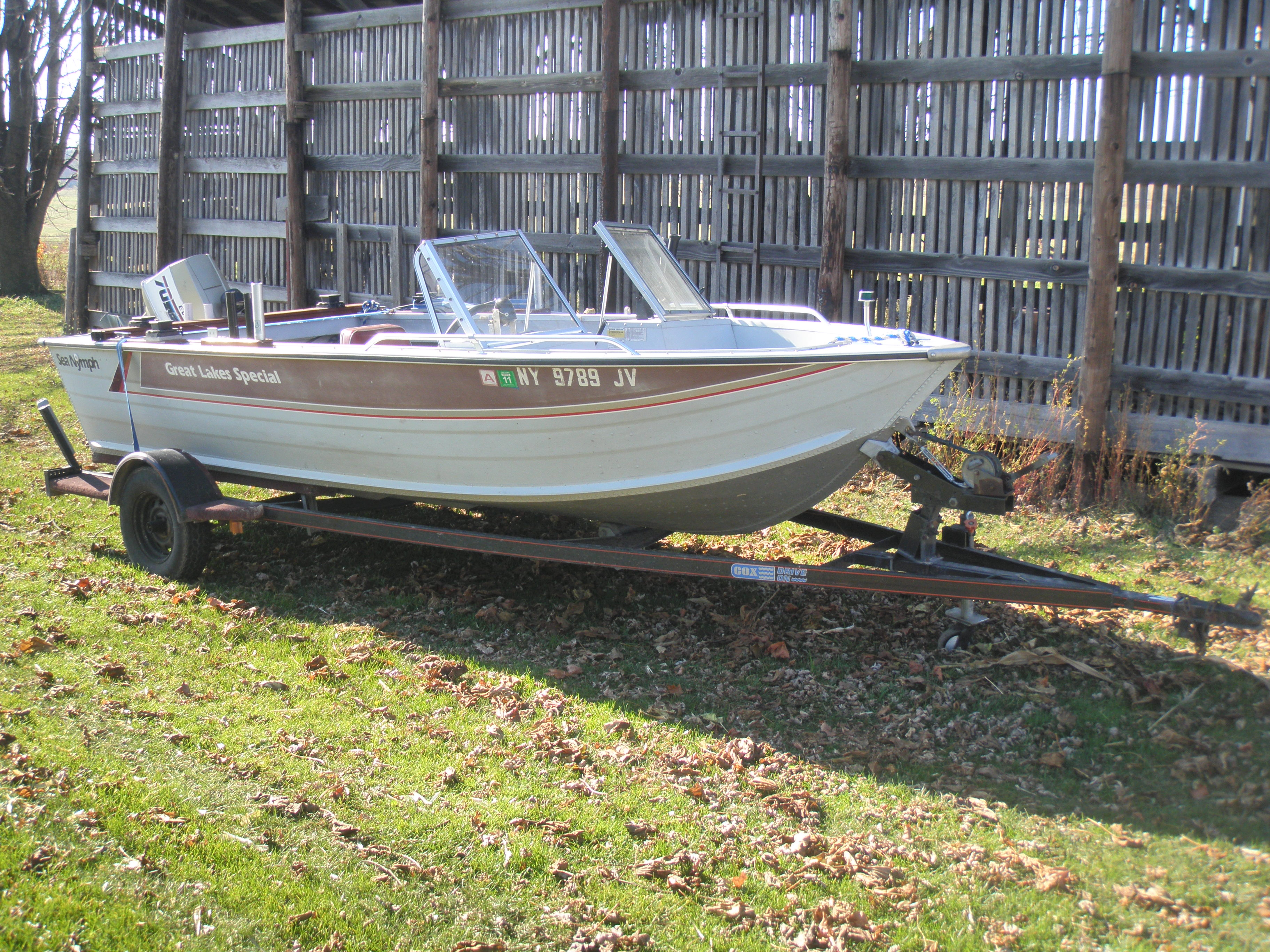